# Ray Lazdins
Ray Lazdins (eigentlich Raymond Lazdins; * 25. September 1964 in Hamilton) ist ein ehemaliger kanadischer Diskuswerfer.
1986 siegte er bei den Commonwealth Games in Edinburgh. Im Jahr darauf wurde er Sechster bei den Panamerikanischen Spielen in Indianapolis. Bei den Weltmeisterschaften 1987 in Rom und bei den Olympischen Spielen 1988 in Seoul schied er in der Qualifikation aus.
1989 gewann er Silber bei den Spielen der Frankophonie in Rabat, 1990 wurde er Sechster bei den Commonwealth Games in Auckland. Bei den Weltmeisterschaften 1991 in Tokio, den Olympischen Spielen 1992 in Barcelona und den Weltmeisterschaften 1993 in Stuttgart kam er nicht über die erste Runde hinaus. 1994 wurde er Siebter bei den Commonwealth Games in Victoria.
Von 1986 bis 1994 wurde er neunmal in Folge Kanadischer Meister. Seine Bestweite von 65,72 m stellte er am 22. Mai 1991 in Salinas auf.